# Костюм Великого княжества Литовского
Костюм Великого княжества Литовского — совокупность стилей одежды, распространённых в Великом княжестве Литовском и отражающих социальную, этническую и региональную принадлежность человека.

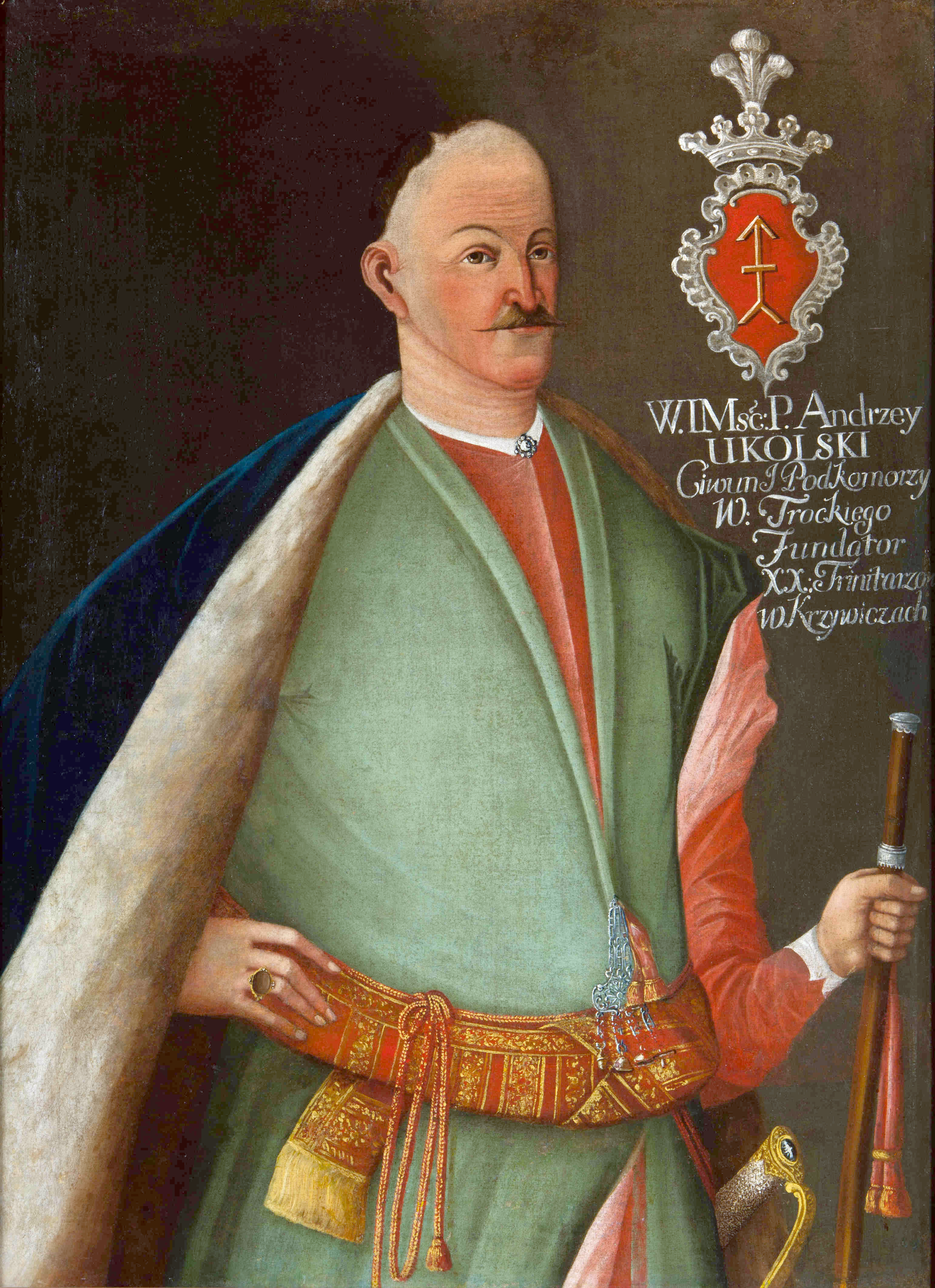
Портрет Андрея Владислава Уколского — депутата от Трокского воеводства на Конвокационном сейме 1764 года

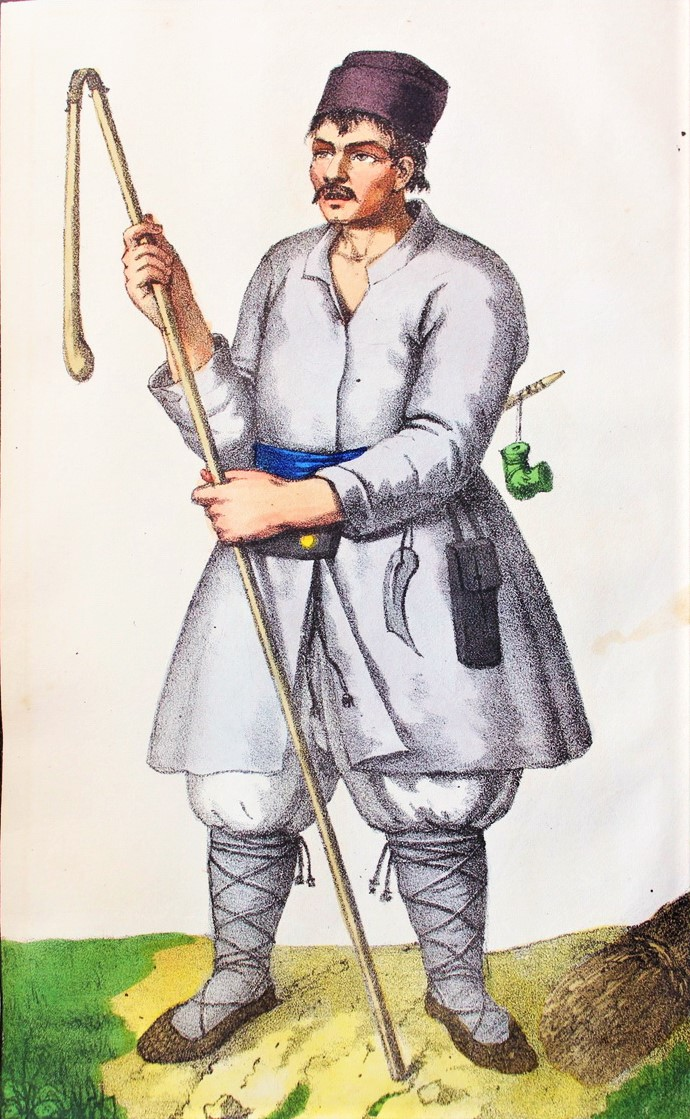
Изображение «Литовскаго мужика», из книги А. И. Ригельмана «Летописное повествование о Малой России и её народе и козаках вообще». 1847 год

## Материалы
В крестьянской среде основными материалами для изготовления одежды служили шерсть, кожа, мех диких и домашних животных, льняные и пеньковые ткани. Крестьянами одежда изготавливалась в домашних условиях, в городах её изготовлением занимались ремесленники.
В первой половине XVI века благодаря росту ремесленного производства, развитию торговли и активизации межэтнических связей наблюдается возникновение новых видов одежды, в том числе появляются кабат, саян, армяк, доломан и контуш. Некоторые из этих видов одежды были восприняты жителями Великого княжества Литовского как заимствованные из Турции, Венгрии и других стран.
Со второй половины XVII века богатые шляхтичи и магнаты активно перенимали западноевропейскую моду (в основном французскую), в то время как одежда мелкой шляхты и мещан по-прежнему носила преимущественно традиционные черты. В этот же период происходит становления городского костюма, объединявшего традиционные и новые элементы одежды. В первую очередь новые элементы проникали в праздничный костюм, богато украшенный и изготавливавшийся из дорогих тканей. Домашняя одежда при этом оставалось весьма скромной даже у представителей богатых слоёв населения.
Одежда служила социальным маркером, показывающим богатство и положения носящего её человека. При этом учитывалась и дороговизна ткани и меха, и сама форма одежды. Статусная роль одежды закреплялась в постановлениях Сейма Речи Посполитой 1613, 1620 и 1665 годов, согласно которым лица нешляхетского происхождения не имели права на ношение одежды из шёлка, аксамита, дорогого меха и тканей пурпурного цвета. Кроме того, простолюдинам запрещалось носить оружие типа «ордынки», саблей, мечей, украшения из серебра, золота и жемчуга. За нарушение запрета налагался штраф.
Во второй половине XVIII века в Великом княжестве Литовском начинается собственное мануфактурное производство сукна. Наиболее известные суконные мануфактуры (фолюши) находились в Несвиже и Ружанах и принадлежали, соответственно, Радзивиллам и Сапегам. Продукция этих мануфактур в основном реализовывалась в пределах Великого княжества Литовского. Значительное количества сукна ввозилось из-за границы. Такое сукно обычно называлось по месту его производства: английское, чешское, фроленское, французское, гданьское, гамбургское, моравское, немецкое, оттоманское, влошское и так далее. Из дешёвого привозного сукна и сукна местного производства одежду шили мелкие шляхтичи, мещане и богатые крестьяне. Дорогое сукно (в первую очередь английское), объём ввоза которых был значительно меньшим, шло в основном на удовлетворение потребностей магнатов и богатой шляхты.
Разное по качеству сукно имело свои названия. Сукно среднего качества, пользовавшееся большим спросом среди мелкой шляхты, называлось фалундыш или лундыш. Ткань из козьей шерсти, шедшая в основном на пошив женской одежды, называлась мухояр. Толстое сукно для верхней одежды, с XVII века использовавшееся и крестьянами, называли кир. Шерстяная ткань, иногда пополам с шёлком, называлась камлот или чамлет. Колтраш, хаба — виды грубого сукна, также как и сермяга, изготавливавшаяся крестьянами в основном для пошива сермяг и свит. Ткань из шерсти и льна, распространённая среди крестьян и мелкой шляхты, называлась шарак. Хабой называли толстое белое сукно. Другими видами сукна были кала-майка, капица и сибирка и так далее.
Ткани из шёлка стоили дорого, поэтому одежда из них была доступна только магнатам. Мещане и мелкая шляхта использовали шёлк только для украшения праздничной одежды, пошитой из более дешёвой ткани. Наиболее распространённой шёлковой тканью был адамашек (адамашок) — одноцветная или узорчатая ткань с двумя лицевыми сторонами, производившаяся в Дамаске, откуда и пошло её название. В среде магнатов и монарших особ широко распространён был аксамит. Чрезвычайно дорого стоил атлас, даже для монархов поставлявшийся в ограниченном количестве. Королевские и княжеские плащи шили из пурпурной паволоки. В документах XVI века часто упоминается плотно перетканая золотом или серебром ткань — алтабас, известная также как златоглов или серебреглов. Более дешёвым материалом был французский брокат, в котором золотые или серебряные нити были более редкими.
Полотно было неотъемлемой частью приданого женщин всех сословий, в связи с чём в документах XVI—XVIII веков встречаются упоминания больших запасов тканей. В качестве приданого использовалось полотно как местное, так и импортное. Местное полотно, зачастую даже домотканое, высшие сословия использовали как подкладку для верхней одежды, для изготовления постельного белья и скатертей. К импортному полотно относилось так называемое коленское (из немецкого Кёльна или чешского Колина) и камбра (тонкое качественное полотно). По качеству полотно делилось на кужельное, произведённое из хорошо обработанного льна; сребное — из льна плохого качества с примесью пакли или пеньки; и наиболее грубое — из полученных при обработке льна отходов.

## Элементы костюма
Обязательным элементом и мужского, и женского костюма была рубашка или сорочка. Богатые сословия использовали для её пошива импортное полотно, бедные (мещане и крестьяне) — домотканое. Иногда крестьяне делали воротник, манжеты и верхнюю часть сорочки из кужельного, а низ — сребного полотна. Рубашки шили длинные, поверх них надевалась плечевая и поясная одежда. Мужчины-крестьяне носили рубашки и как повседневный, и как праздничный элемент одежды. Представители более обеспеченных сословий носили сорочки в качестве нижнего белья. хотя иногда они и украшались вышивкой, золотом и серебром. Украшенные сорочки шляхтичи носили как элемент праздничного костюма. О том, украшались ли женские сорочки, данных нет. Крестьяне часто носили две рубашки, при этом вторая была короче первой.
Другим обязательным элементом, но уже исключительно мужского костюма, были порты, портки или сподни. Шляхтичи носили исподние штаны из домотканого полотна, поверх которых надевали верхние штаны (в основном из сукна), или шаровары — широкие штаны из адамашка или другой ткани. Крестьяне в качестве поясной одежды носили только портки.
Одним из элементов женского костюма были длинные просторные платья с рукавами и воротом, шившиеся в основном из сукна, а также шерсти, шёлка и аксамита. В документах они упоминаются как платья верхние и исподние.
В XVI—XVIII веках среди шляхты было очень распространено ношение саяна (от итал. saione — кафтан), при этом однозначных данных об этом виде одежды нет. Отдельно в документах выделяется «женский саян». Саяном называли плечевую одежду сродни куртке, солдатское платье с поясом и женский плащ, шившиеся из фалундыша, аксамита, фаи, лунского сукна и других материалов. Иногда саян делали с лифом из аксамита с двумя подтяжками для поддержки платья на плечах. В более позднее время крестьяне называли саяном женскую юбку с пришиваемым лифом, близкую по типу к русскому сарафану.
Представительницы привилегированных сословий носили довольно узкие юбки — андараки (от нем. unterrock — нижняя юбка), бывшие элементом женской поясной одежды. Андараки шили из дорогих импортных шерстяных тканей, в основном адамашка и мухояра. Иногда их подшивали мехом или украшали золотом. Среди других видов женской поясной одежды известны простицы, представлявшие собой юбки из домотканого сукна или полотна, но встречались также и довольно дорогие, ценившиеся дороже рубашек и сермяг. Название «простица», вероятно, связано с тем, что они имели более простой крой, нежели сложные юбки представителей шляхты. Из домотканого или коленского полотна шили фартуки, также бывшие видом женской поясной одежды.
С XVII века элементом как мужского, так и женского костюма стали безрукавные типы одежды, распространившиеся в Западной Европе с XIV века, откуда проникшие на территорию Великого княжества Литовского и закрепившиеся среди богатых слоёв населения, а в XVIII—XIX веках и среди крестьян. Безрукавки имели множество видов и названий: кафтаник, жупица, кабат, шнуровка и гарсет, камизелька. При этом кабатом в XVI веке называли как длинную одежду с рукавами, так и женскую безрукавку. Безрукавные типы одежды шили из сукна, адамашка, а также меха; женская одежда имела шнуровку спереди и иногда производилась из златоглова.
В XVI—XVIII веках из женской плечевой одежды упоминаются летник и юпка. Летник представлял собой длинное платье с воротом, изготовленное из адамашка или другой ткани, причём летником называли и юбку. Одежда с рукавами до локтей или кистей, приталенная или с фалдами сзади и застёгивающаяся спереди на пуговицы, называлась юпой или юпкой. Юпы носили в одном комплекте с юбкой и шили из той же ткани. В зависимости от поры года их могли подшивать полотном или горностаевым (а также беличьим) мехом. В XVIII веке суконные юпы, иногда с меховым воротом, получили распространение среди крестьян.
Наиболее популярным видом мужской одежды среди шляхетского сословия был жупан, кроившийся двубортным, прямым или с приталенной спиной, собиравшимися в декоративные складки узкими длинными рукавами, большим откладным или стоячим воротником. Дополнительными украшениями служили цветные шнурки и пояса. Основными материалами для пошива жупанов было дорогое сукно, атлас, а также аксамит жёлтого, красного, голубого и других цветов. Жупан застёгивался на пуговицы, которые обычно были серебряными или позолоченными, а иногда и на крючки.
В XVII веке среди знати распространилось ношение доломанов (долманов) — военные плащи, распространившиеся в Европе через венгерских гусар от турецких янычар. Доломан представлял собой очень длинную одежду с узкими собранными в локтях рукавами. Летний вариант шили из атласа, зимний — сукна. Военные доломаны были короткими, носились поверх доспехов и напоминали жупаны.
В середине XVII века в моду вошло ношение жупанов с кунтушами. Этот обычай сохранялся в среде шляхты до середины XIX века. Кунтуш заимствован из Венгрии, куда в свою очередь принесён с Востока, где кунтушами называли одежду турецких сановников. Этот преимущественно праздничный вид одежды шили ниже колена, при этом в середине XVIII веке имели некоторое распространение укороченные кунтуши — чехманы. Материалами для производства кунтушей служили шёлк, аксамит и сукно ярких цветов (но при этом темнее цвета жупана). Зимний вариант одежды подбивали мехом.
Знатные особы, в том числе и женщины, носили кунтуш особым образом: его рукава разрезались до плеча и сзади закладывались за пояс. Сам кунтуш носили нараспашку, чтобы был виден одетый под ним жупан. В качестве украшений использовались серебряные, золотые или шёлковые шнуры. Поверх кунтуша повязывали специальный пояс, в XVIII веке в моду вошли слуцкие пояса, что способствовало росту их производства. В этом же столетии кунтуши перестали носить в качестве военных мундиров, заменив их на катанку (от венг. katona — солдат), бывшую также элементом гражданской одежды обоих полов.